# 秋山勝三
秋山 勝三（あきやま かつぞう、1891年（明治24年）2月18日 - 1962年（昭和37年）12月9日）は、日本の海軍軍人。最終階級は海軍少将。位階勲等は正四位勲二等。

## 経歴
滋賀県出身。1912年（明治45年）7月、海軍兵学校第40期を卒業し、1913年（大正2年）12月に海軍少尉に任官した。「安芸」「朝潮」各乗組などを経て、1918年（大正7年）12月に海軍水雷学校高等科学生となった。1919年（大正8年）12月、海軍大尉に進級して第11潜水隊潜水艦長に着任。その後は第12潜水隊潜水艦長、「第34潜水艦」長心得、「駒橋」水雷長兼分隊長兼海軍水雷学校教官、「第42潜水艦」長心得などを歴任した。1925年（大正14年）12月に海軍少佐に進級と同時に「呂号第27潜水艦」長に着任し、海軍潜水学校教官、「伊号第58潜水艦」「伊号第2潜水艦」各艦長を経て、1931年（昭和6年）12月に海軍中佐に進級し、第6潜水隊司令に着任した。次いで第4潜水隊司令に転じ、兼「呂号第54潜水艦」長、横須賀人事部部員を経て、1936年（昭和11年）12月に海軍大佐に進級し、第8潜水隊司令に着任した。
1937年（昭和12年）12月に「阿武隈」艦長に転じ、1938年（昭和13年）12月に第3砲艦隊司令（第3艦隊）に就任した。1939年（昭和14年）11月に「青葉」艦長兼「能登呂」艦長に転じ、1940年（昭和15年）4月に免兼、6月に兼「八重山」艦長となり、11月に「出雲」艦長に就任した。1941年（昭和16年）9月に熊本地方人事部長に着任し、1942年（昭和17年）5月に海軍少将に進級した。同年9月15日に第51根拠地隊司令官（第5艦隊）に就任し、キスカ島に出征して同島の守備に任じた。キスカ島撤退後の1943年（昭和18年）8月5日に軍令部出仕、8月17日に横須賀鎮守府附となり、9月1日に横須賀人事部長兼横須賀鎮守府人事長に就任して終戦までその任にあった。終戦後の1945年（昭和20年）10月10日に予備役に編入された。

## 年譜
- 1912年（明治45年）7月17日 - 海軍兵学校卒業、宗谷乗組[3]
- 1913年（大正2年）
  - 5月1日 - 周防乗組[3]
  - 12月1日 - 海軍少尉、千歳乗組[3]
- 1914年（大正3年）12月1日 - 海軍砲術学校普通科学生[3]
- 1915年（大正4年）
  - 5月26日 - 海軍水雷学校普通科学生[3]
  - 12月13日 - 海軍中尉、安芸乗組[3]
- 1916年（大正5年）12月1日 - 朝潮乗組[3]
- 1917年（大正6年）12月1日 - 第4潜水艇隊附[3]
- 1918年（大正7年）12月1日 - 海軍水雷学校高等科学生[3]
- 1919年（大正8年）12月1日 - 海軍大尉、第11潜水隊潜水艦長[3]
- 1920年（大正9年）
  - 4月20日 - 第12潜水隊潜水艦長[3]
  - 9月15日 - 兼海軍潜水学校教官[3]
  - 12月1日 - 海軍潜水学校教官兼分隊長[3]
- 1922年（大正11年）12月1日 - 第34潜水艦長心得[3]
- 1923年（大正12年）11月1日 - 駒橋水雷長兼分隊長・海軍潜水学校教官[3]
- 1924年（大正13年）
  - 1月10日 - 免兼[3]
  - 5月10日 - 第42潜水艦長心得[3]
  - 11月1日 - 呂号第24潜水艦長心得（艦名変更）[3]
- 1925年（大正14年）12月1日 - 海軍少佐、呂号第27潜水艦長[3]
- 1927年（昭和2年）12月1日 - 海軍水雷学校教官[3]
- 1929年（昭和4年）
  - 5月1日 - 兼呉海軍工廠潜水部部員[3]
  - 11月1日 - 伊号第58潜水艦長[3]
- 1930年（昭和5年）11月15日 - 伊号第2潜水艦長[3]
- 1931年（昭和6年）12月1日 - 海軍中佐、第6潜水隊司令[3]
- 1932年（昭和7年）12月1日 - 第4潜水艇司令[3]
- 1933年（昭和8年）
  - 10月10日 - 兼呂号第54潜水艦長[3]
  - 11月15日 - 第9潜水隊司令[3]
- 1934年（昭和9年）
  - 10月22日 - 横須賀鎮守府附[3]
  - 11月1日 - 横須賀人事部部員[3]
- 1936年（昭和11年）12月1日 - 海軍大佐、第8潜水隊司令[3]
- 1937年（昭和12年）12月1日 - 阿武隈艦長[3]
- 1938年（昭和13年）
  - 12月1日 - 佐世保鎮守府附[3]
  - 12月5日 - 第3砲艦隊司令[3]
- 1939年（昭和14年）
  - 10月5日 - 横須賀鎮守府附[3]
  - 11月15日 - 青葉艦長兼能登呂艦長[3]
- 1940年（昭和15年）
  - 4月5日 - 免兼[3]
  - 6月10日 - 兼八重山艦長[3]
  - 11月1日 - 出雲艦長[3]
- 1941年（昭和16年）9月13日 - 熊本地方人事部長[3]
- 1942年（昭和17年）
  - 4月20日 - 横須賀鎮守府出仕[3]
  - 5月1日 - 海軍少将[3]
  - 9月15日 - 第51根拠地隊司令官[3]
- 1943年（昭和18年）
  - 8月5日 - 軍令部出仕[3]
  - 8月17日 - 横須賀鎮守府附[3]
  - 9月1日 - 横須賀人事部長兼横須賀鎮守府人事長[3]
- 1945年（昭和20年）10月10日 - 予備役[3]
- 1947年（昭和22年）11月28日 - 公職追放仮指定[7]